# Danmark-ekspeditionen
Danmark-ekspeditionen var en dansk ledet ekspedition til Nordøstgrønland i perioden 1906-08 og var udtænkt af ekspeditionslederen Ludvig Mylius-Erichsen. Formålet med ekspeditionen var at udforske og kortlægge det allernordligste Østgrønland mellem Kap Bismarck (v. det nuværende Danmarkshavn) og Kap Bridgman. I fugleflugt er der ca. 730 km mellem de to punkter.
Siden 1700-tallet var Grønland langsomt blevet kortlagt stump for stump, men det hårde klima i området havde gjort at ingen havde formået at komme i land på østkysten så langt mod nord. Planen for ekspeditionen var derfor at sejle med skib så langt mod nord som muligt for derefter at køre med hundeslæde mod nord langs med kysten. Desuden skulle amerikaneren Robert Pearys påstand om, at en øst-vest kanal adskilte det nordligste Grønland fra den sydlige del undersøges. Peary var rejst fra vestsiden og var nået til Kap Bridgman.
En række lokationer blev navngivet af ekspeditionen, herunder Nioghalvfjerdsfjorden der ligger på ca. 79°30' nordlig breddegrad.

## Forberedelser
I løbet af kun et år lykkedes det Mylius-Erichsen at rejse penge og opbakning til ekspeditionen. Halvdelen af pengene til ekspeditionen fik Mylius-Erichsen ved af finde investorer og forretningsfolk, som fik lovning på, at områder ville blive opkaldt efter dem. Den anden halvdel blev betalt af staten.
Sammenlagt blev det til det dengang astronomiske beløb, næsten 300.000 DKK (svarende til ca. 20 mio. kr. i 2019). Da pengene var hjemme, lykkedes det hurtigt Mylius-Erichsen at finde en besætning, som var villig til at ofre sig på den farefulde færd. Et gammelt hvalfangerskib "Magdalene" indkøbtes som ekspeditionsskib og omdøbtes i den anledning til "Danmark" og 24. juni 1906 stævnede skibet ud fra København med 28 mand om bord.
.

## Ekspeditionens deltagere
- Ludvig Mylius-Erichsen – ekspeditionsleder, journalist og forfatter.
- Besætningen på skibet Danmark
  - Alf Trolle – premierløjtnant, skibsfører og næstkommanderende for ekspeditionen.
  - Henning Bistrup – premierløjtnant og 1. styrmand.
  - Gustav Thostrup – 2. styrmand, kartograf og erfaren sejlsskibsstyrmand.
  - Christian Bendix Thostrup – 3. styrmand, regnskabsfører og sekretær.
  - Ivar Weinschenk – 1. maskinmester, havde sejlet for rederierne ØK og Norden.
  - Hermann A. Koefoed – 2. maskinmester.
  - Johannes Lindhard – ekspeditionens læge og tidligere læge ved Ivittuut.
  - Hans Ludvig Jensen – hovmester og kok i Den Kongelige Grønlandske Handel.
  - Jens Gundahl Knudsen – tømrer om bord på skibet.
  - Knud Christiansen – matros, havde før sejlet på Grønland, desuden sejlmager.
  - Peter Hansen – matros, deltager også i Amdrups ekspedition til Østgrønland.
  - Charles Poulsen – matros, stak til søs som 15 årig, sejlet på Grønland.
  - Carl Johan Ring – norsk is lods, sejlet på Danmark (da det hed "Magdalene") på fangstrejser til Østgrønland.
  - Harald Hagerup – norsk elektriker med erfaring fra andre polarekspeditioner.
- Videnskabelige deltagere
  - Johan Peter Koch – premierløjtnant, kartograf, erfaring fra Island og Grønland.
  - Niels Peter Høeg Hagen – premierløjtnant og kartograf.
  - Frits Johansen – ekspeditionens zoolog, stud.mag. ved Københavns Universitet.
  - Andreas Lundager – botaniker, uddannet lærer, havde arbejdet på Grønland.
  - A.L.V. Manniche – ornitolog, zoolog og jæger, uddannet lærer.
  - Hakon Jarner – geolog og uddannet ingeniør fra Polyteknisk Læreanstalt.
  - Alfred Wegener – tysk naturvidenskabsmand inden for fysik og meteorologi.
  - Peter Freuchen – stud.med. hyret som fyrbøder, assistent for Wegener.
- Fangere og slædekører (grønlændere)
  - Jørgen Brønlund – grønlænder, kateketuddannet, fanger og slædekusk.
  - Tobias Gabrielsen – grønlandsk fanger, slædebygger og slædekusk.
  - Hendrik Olsen – grønlandsk fanger, slædekusk og altmuligmand.
- Malere
  - Aage Bertelsen – kunstmaler, udlært på Zahrtmanns malerskole.
  - Achton Friis – kunstmaler, udlært håndværksmaler, Akademiet.

## De første måneder i Grønland
Velankommet til østkysten af Grønland fandt man i efteråret 1906 en velegnet bugt, hvor skibet kan overvintre, stedet blev døbt Danmarkshavn. På land bygges en hytte, der navngives "Danmarks Minde" (kaldet "Villaen"). De første mange måneder i Danmarkshavn blev brugt på en masse småekspeditioner for at skaffe kød og for, at de mange videnskabsfolk kunne lave opmålinger og indsamle informationer.

## Slæderejsen mod nord
Efter at man siden ankomsten kun havde udført små rejser ind i landet, ville man foråret 1907 foretage den store rejse mod nord. 28. marts tog 10 mand af sted på den afgørende tur. Da det første stykke var kortlagt og der var lagt depoter ud langs kysten, havde de travlt med at overstå den første del af turen.
De ti deltagere var delt op i fire hold.
De egentlige deltagere i ekspeditionen blev opdelt i to slædehold.
- Slædehold 1, som bestod af Mylius-Erichsen, Niels Peter Høeg Hagen og Jørgen Brønlund, skulle finde Pearykanalen
- Slædehold 2, som bestod af J.P. Koch, Aage Bertelsen og Tobias Gabrielsen, skulle kortlægge østkysten op til Pearys varde.
- Slædehold 3 og 4, der bestod af Bistrup, Wegener, Thostrup og Ring, fungerede som hjælpehold for de to første hold.

Slædehold 3 og 4, som blev sendt hjem i løbet af april, efter de bl.a. havde udlagt depoter mod nord til brug for de to andre hold på tilbagerejsen, skulle desuden på deres tilbagerejse foretage opmålinger. Da de resterende deltagerne nåede Grønlands østligste punkt, som blev døbt Nordøstrundingen, oprettede de et depot til hjemrejsen. Derefter delte de sig op i de to førnævnte hold. Slædehold 1 skulle drage vest ind i Independence Fjord, mens slædehold 2 skulle køre over havisen mod Peary Land.
Hold 2 nåede deres mål, Pearys Varde sat i 1900 af Robert Peary, 12. maj efter at have skaffet ny proviant ved at nedlægge 15 moskusokser.
Slædehold 1, der søgte efter den ikke-eksisterende Pearykanal, havde derimod, naturligt nok, ikke held med deres opgave og havde således været inde i en dyb ukendt fjord i den tro, at det var Independence Fjord, men fandt ud, af at det derimod var en 200 km, lang sydvestgående fjord, som de gav navnet Danmarksfjorden. De prøvede at arbejde sig rundt om fjorden. På den yderste pynt af fjorden mødte de to hold tilfældigvis hinanden 28. maj og kaldte stedet for Kap Rigsdagen. I stedet for at tage tilbage med slædehold 2 til Danmarkshavn, besluttede Mylius-Erichsen at søge kanalen længere mod nord, da han mente dette skulle kunne gennemføres på nogle få dage.
Hold 2 nåede frem til Danmarkshavn om natten 23. juni 1907 og regnede med, at hold 1 ikke var langt bagud og ville ankomme i løbet af kort tid. Slædehold 1 var i midlertidig blevet fanget i den korte arktiske sommer, der tvang dem til at oversomre i Danmarks Fjord. Først i september begav de sig af sted, men noget gik galt, for stik imod hvad der er blevet aftalt med slædehold 2, tog holdet ikke ned langs med kysten, hvor der var udlagt depoter, som tre år senere blev fundet i urørt stand. De eneste beretninger, der findes om de sidste dage af slædehold 1, er Jørgen Brønlunds dagbog, der blev fundet i Lambert Land ved hans lig i marts 1908 af det eftersøgningshold resten af ekspeditionen havde sendt ud. Dagbogen afslørede, at Mylius-Erichsen og Høeg Hagen døde med få dages mellemrum i november 1907 ca. 2 ½ mil fra, hvor Jørgen Brønlund lå. Mylius-Erichsens og Høeg Hagens lig er aldrig blevet fundet.
Ekspeditionen vendte 23. august 1908 hjem til København lidt mere end to år efter, den var stævnet ud. Hjemkomsten til Københavns Havn blev optaget på film og kan ses i den korte dokumentarfilm Danmarksekspeditionens Hjemkomst.